# Echeveria crenulata
Echeveria crenulata är en fetbladsväxtart som beskrevs av Joseph Nelson Rose. Echeveria crenulata ingår i släktet Echeveria och familjen fetbladsväxter. Inga underarter finns listade i Catalogue of Life.